# Atlètic Llevant Unió Esportiva
L'Atlètic Llevant Unió Esportiva és un club de futbol de la ciutat de València, País Valencià), filial del Llevant Unió Esportiva. Va ser fundat el 1939. Juga els seus partits com a local a la Ciutat Esportiva de Bunyol. Actualment juga al grup 6 de la Segona Divisió B.

## Història
El club va ser fundat l'any 1957 amb el nom de Portuarios. El 1962 adoptà el nom Atlétic Llevant. L'evolució del nom ha estat:
- Portuarios (1957-1962)
- Atlètic Llevant (1962–1991)
- Llevant UE B - (1991–2014)
- Atlètic Llevant UE - (2014–avui)

## Trajectòria
En les últimes temporades, contant la 2020-21, el club ha militat 11 temporades a Segona Divisió B i 11 a Tercera Divisió.
| - 1999-00: 3a Divisió 3r - 2000-01: 3a Divisió 5é - 2001-02: 3a Divisió 3r ¹ - 2002-03: 3a Divisió 4t - 2003-04: 3a Divisió 4t - 2004-05: 2a Divisió B 3r - 2005-06: 2a Divisió B 2n - 2006-07: 2a Divisió B 10è - 2007-08: 2a Divisió B 20è - 2008-09: 3a Divisió 12è - 2009-10: 3a Divisió 9è |  | - 2010-11: 3a Divisió 17è - 2011-12: 3a Divisió 2n - 2012-13: 2a Divisió B 3r - 2013-14: 2a Divisió B 18è - 2014-15: 3a Divisió 2n - 2015-16: 2a Divisió B 14è - 2016-17: 2a Divisió B 16è - 2017-18: 3a Divisió 1r - 2018-19: 2a Divisió B 11è - 2019-20: 2a Divisió B 12è - 2020-21: 2a Divisió B |  |  |

1: El Llevant B aconseguí aquest any l'ascens a Segona B, però finalment no va pujar pel descens del primer equip a aquesta mateixa categoria, malgrat que a la fi, el primer equip va ser repescat per a la Segona Divisió.